# Obwód Brzeżany Armii Krajowej
Obwód Brzeżany ZWZ - AK – terenowa struktura Inspektoratu Brzeżany Armii Krajowej. Kryptonimy: „Wenda”, „Dąbrowski”, „Chodkiewicz”, „44”, „Kobuz”, wewnętrzny: „Albatros”.

## Organizacja i obsada etatowa obwodu
Dowództwo
Dowódcy obwodu:
por. sł. st. piech. Bolesław Tomaszewski „Bat” – kwiecień 1942 do czerwca 1942
por. rez. art. Marian Jaremowicz „Lis” – do maja 1943
sierż. sł. st. piech. Jan Cisek „Mak”
- zastępca komendanta obwodu – ppor. Zygfryd Szynalski „Tryk”[d]
- oficer wywiadu – ppor. Antoni Fanderowski „Van”,
- oficer kontrwywiadu – kpt. Antoni Szemelowski
- kierownik kancelarii – Helena Tomaszewska „Giermek”[e]
- lekarz obwodu – dr Tadeusz Danek
- WSK – Halina Siwkowska „Ina”
- dowódca drużyny łączności – Danuta Siwkowska

Dyspozycyjne oddziały bojowe
- 1 kompania (krypt. „Staw”) w Brzeżanach: por. rez. Stanisław Domaradzki, od sierpnia 1942 st.sierż. Franciszek Świdrak
- 2 kompania (krypt. „Góry”) w Hucisku: ppor. sł. st. Władysław Motylewicz „Topola”
- 3 kompania (krypt. „Pole”) w Kozowej: sierż. Konstanty Duda, w 1943 sierż. pchor. Marian Pawlikowski
- 4 kompania (krypt. „Rola”) w Taurowie: sierż. N.N. „Ryś”

Ponadto cztery samodzielne plutony – w Buszczu, Narajowie, Baranówce i Litiatynie.

## Działania UPA w obwodzie
Od września 1943 UPA zaczęła organizować zamachy na Polaków, a potem napady na wsie polskie. 8 września na drodze Litiatyn – Kotów zamordowany został proboszcz tamtejszej parafii ks. Władysław Biliński. 30 listopada i 29 grudnia dwukrotnie mordowano Polaków w Szumianach. W końcu roku porwano z Mieczyszczowa trzech Polaków, a w styczniu 1944 zamordowano dalszych trzech w tej miejscowości. 22 stycznia dokonano napadu na Buszcze, zamordowano ponad dwadzieścia osób, w tym lekarza Jana Załuczkowskiego. W kolejnych dniach liczna napadów i zamordowanych rosła. W Zapuście Lwowskim zginęły 4 osoby, w Wolicy koło Buszcza spalono prawie wszystkie gospodarstwa. Zginęło 30 osób. 28 marca spalono prawie całą Szklaną Hutę. Zginęło 20 osób. W Podwysokiem Ukrainiec Andrzej Hryców zamordował swoją synową Polkę i jej 5-letnią córeczkę za to, że chodziły do polskiego kościoła. W nocy z 3 na 4 kwietnia UPA-owcy nie zauważeni weszli do Kuropatnik. Posiadając wykazy Polaków zastrzelili w domach 21 (22?) mężczyzn.